# Amtshaus Seyda

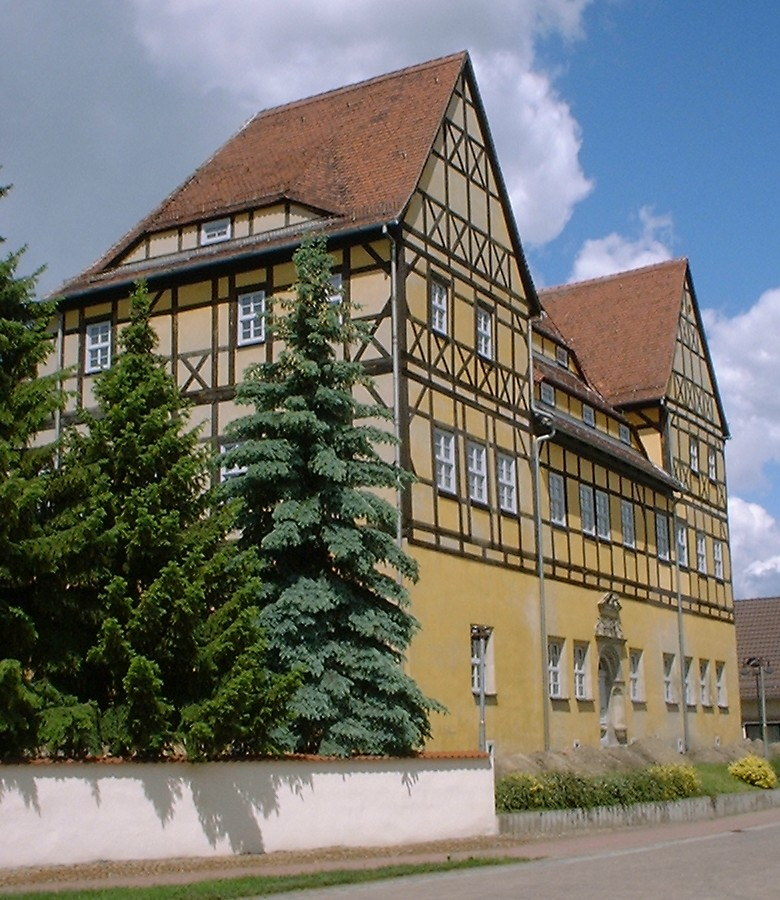
Das Amtshaus vor der letzten Sanierung noch mit gelben Anstrich

Das Amtshaus Seyda, 1605 errichtet, ist  das älteste Gebäude von Seyda, Landkreis Wittenberg. Es steht unter Denkmalschutz. Bis zum Wiener Kongress im Jahre 1815 war das Amtshaus Sitz der Verwaltung des königlich-sächsischen Amts Seyda.

## Geschichte
1604 erhielt der damalige Amtsschösser Rudolf von Schelinsky, Stallmeister des sächsischen Kurfürsten, das Vorwerk als Lehen. Da die Wohnverhältnisse auf der Burg  Sydow immer ungünstiger geworden waren, erbat er vom Kurfürsten Christian II. die Genehmigung, sich ein geeignetes Wohnhaus bauen zu dürfen.
Erbaut wurde das Haus aus den Baustoffen der abgetragenen Burg Sydow, die sich wenige Meter vom Baugrund des Amtshauses befand. Der Entstehungszeit entsprechend, ist das Amtshaus ein Fachwerkbau. Zwei Fachwerkgiebel schauen weit über alle anderen Häuser in Richtung Osten. An der Nordseite ist ein Erker angebaut. Das Erdgeschoss besitzt etwa ein Meter starke Wände aus Feldsteinen.
Die Vorderfront wird durch ein zeitübliches Renaissance-Eingangsportal mit seitlichen Nischen und Steinsitzen, welches durch Muschelschmuck verziert ist, geprägt. Ursprünglich waren alle Fenster des Erdgeschosses vergittert. Die Tür krönt ein Bogen mit ausgebildetem Zahnschnitt und Eierstab. Im Aufbau sind zwei Wappen angebracht. Davon weist vermutlich das eine mit drei Hufeisen auf den Bauherren, den Stallmeister des Kurfürsten, hin. Den Abschluss bildet ein flaches Dreieck, aus dem ein Männerkopf herausschaut. Er erreicht nicht ganz die Größe eines natürlichen Kopfes und ist mit einem Ritterhelm bedeckt, den in der Mitte eine wallende Feder schmückt. Der Flur im Innern des Amtshauses ist mit Steinplatten ausgelegt. Die getäfelte Holzdecke blieb in ihrer ursprünglichen Form erhalten. Steinerne Treppen führen bis in die erste Etage. In zwei unteren Zimmern ist die Decke mit Kreuzgewölben versehen.
Das Haus diente seit 1627 einem höheren kurfürstlich-sächsischen Beamten, der mit der Verwaltung des Amtes betraut war, als Amtswohnung. Nach 1815 wurde das Amtshaus Sitz eines Königlich Preußischen Gerichts. Mitte des 19. Jahrhunderts ging es in Privatbesitz über.
Von 1993 bis zur Vollsanierung stand das Amtshaus völlig leer. Zuletzt befand sich, in den 1980er Jahren bis zur Wende, in einigen Räumen eine Nähstube des volkseigenen Dienstleistungsbetriebes. Davor wurde das Gebäude, seit der Verlagerung des Amtsgerichtes nach Jessen, für Wohnzwecke genutzt.
Äußerlich erfolgte 1976 eine Fassadeninstandsetzung. 2001 folgten umfassende Sanierungsarbeiten. Bei der letzten Sanierung wurde die Fassade des Fachwerkgebäudes auf weiß umgestrichen. Die historischen Türen, Decken, Fußböden und Fachwerkkonstruktionen wurden in enger Abstimmung mit dem Denkmalschutz originalgetreu aufgearbeitet und restauriert und bilden den Originalzustand von 1605 ab. Die Holzfenster wurden bis auf zwei Originalfenster komplett erneuert.
Neben dem Standesamt, einem Büro des Betreuungsforstamtes Annaburg und einem Übungsraum des Spielmannszuges Seyda beherbergt der massive Bau in erster Linie das Heimatmuseum.